# NGC 2152
NGC 2152 is een balkspiraalstelsel in het sterrenbeeld Schilder. Het hemelobject werd op 28 december 1834 ontdekt door de Britse astronoom John Herschel.

## Synoniemen
- ESO 205-15
- PGC 18249